# Železniční trať Opava východ – Svobodné Heřmanice – Horní Benešov
Železniční trať Opava východ – Svobodné Heřmanice – Horní Benešov je jednokolejná regionální železniční trať o délce 25 km. Provozovaná část trati je v jízdním řádu pro cestující uváděna v tabulce 314, úsek Svobodné Heřmanice – Horní Benešov je zrušen. V úseku Opava východ – Odbočka Moravice – je trať vedena po stejné koleji s tratí Opava východ – Hradec nad Moravicí.

## Historie
Výstavba trati z Opavy do Horního Benešova byla zahájena v roce 1891 a vůbec první vlak přijel z Opavy do Otic 27. října téhož roku. První pracovní vlak přijel do koncové stanice v Horním Benešově 15. května 1892. Slavnostní otevření trati pak proběhlo 29. června 1892. V 60. letech 20. století došlo v důsledku důlní činnosti k poklesu podloží pod tratí v úseku Svobodné Heřmanice – Horní Benešov a následně bylo rozhodnuto o zrušení tohoto úseku. Železniční doprava byla v tomto úseku zastavena 5. dubna 1970. Železniční svršek pak byl odstraněn v roce 1981. Na trati z Opavy do Svobodných Heřmanic ale dál funguje alespoň letní výletní doprava.

## Stanice a zastávky

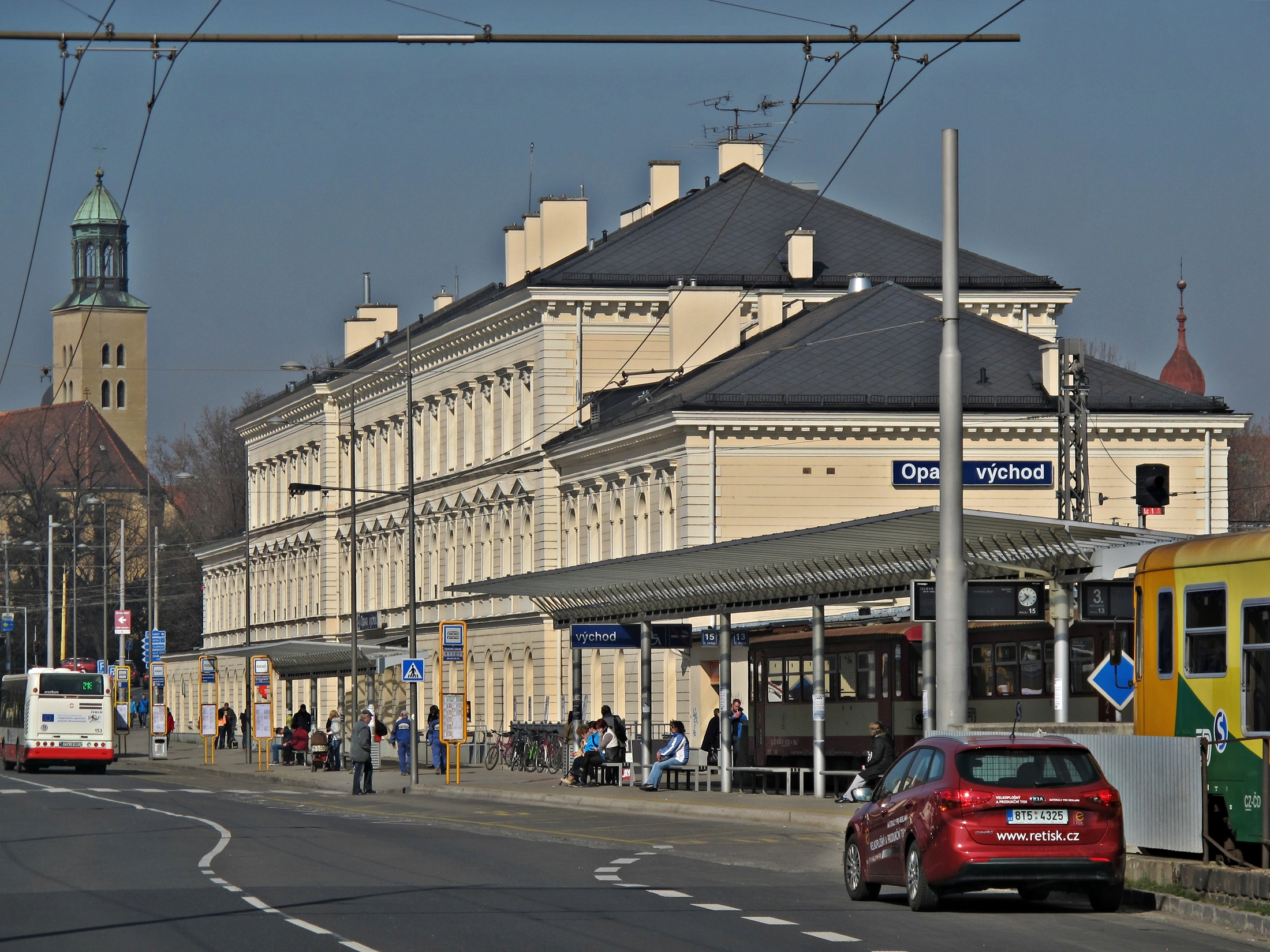
Opava východ
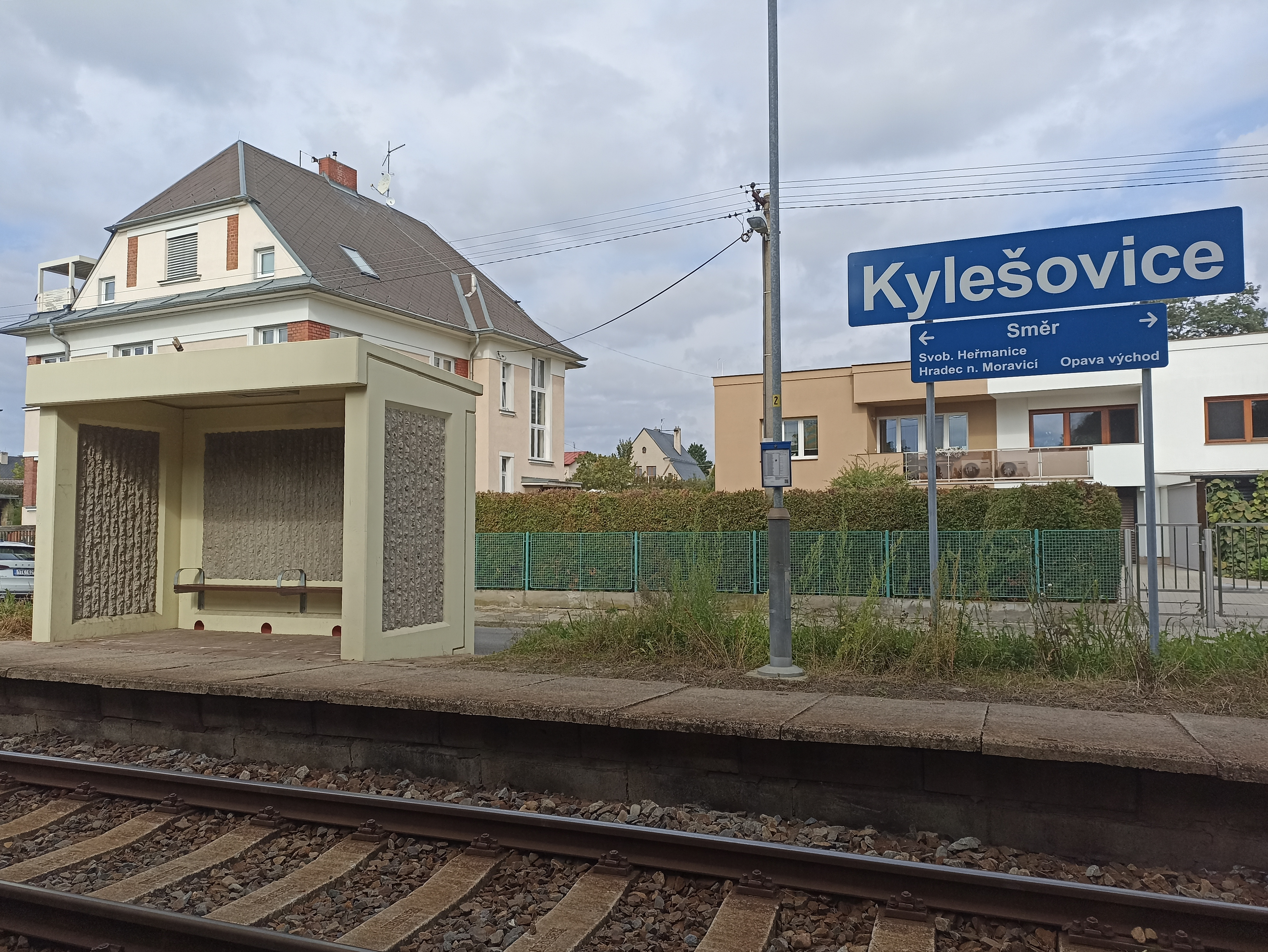
Kylešovice
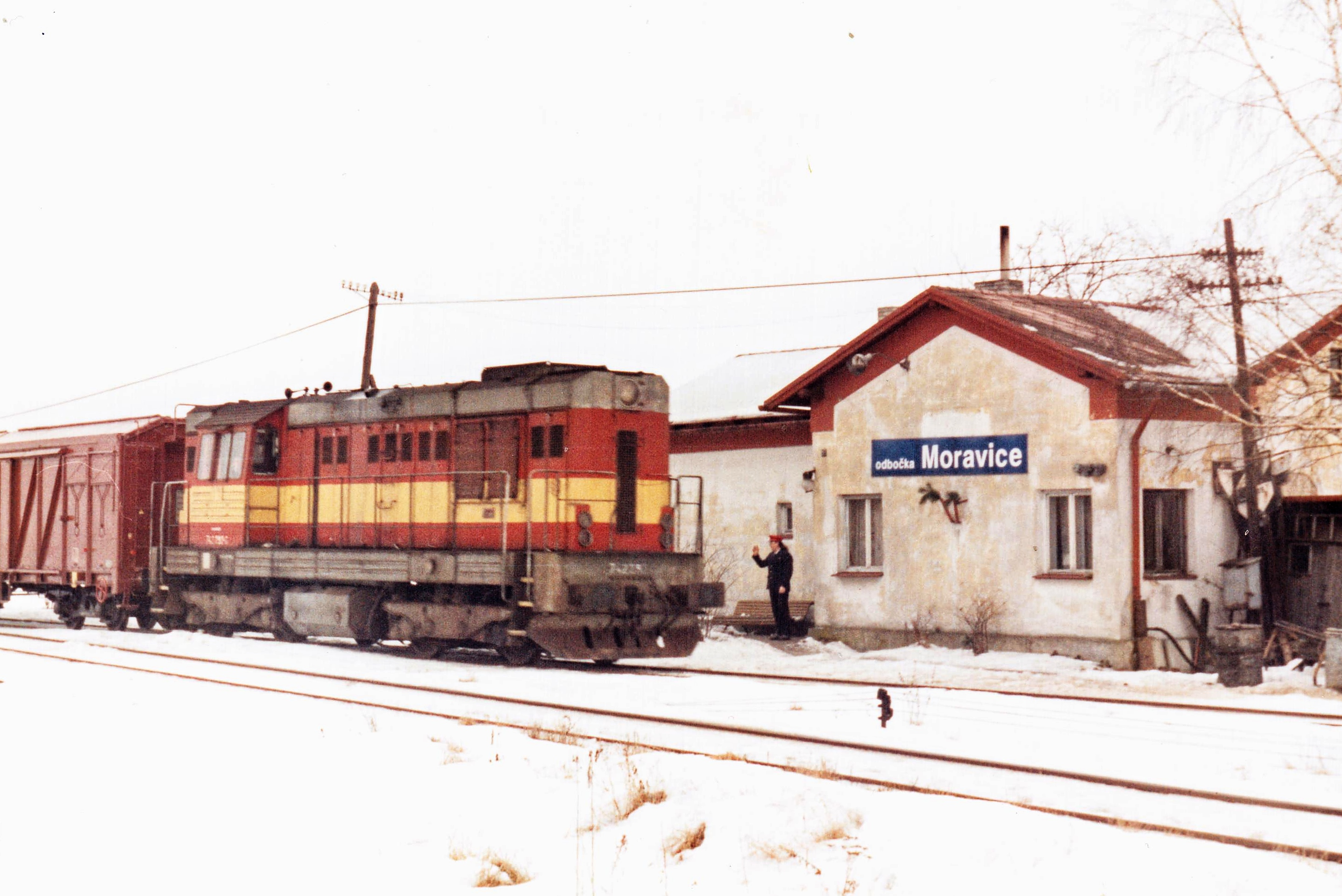
Moravice (odb.)
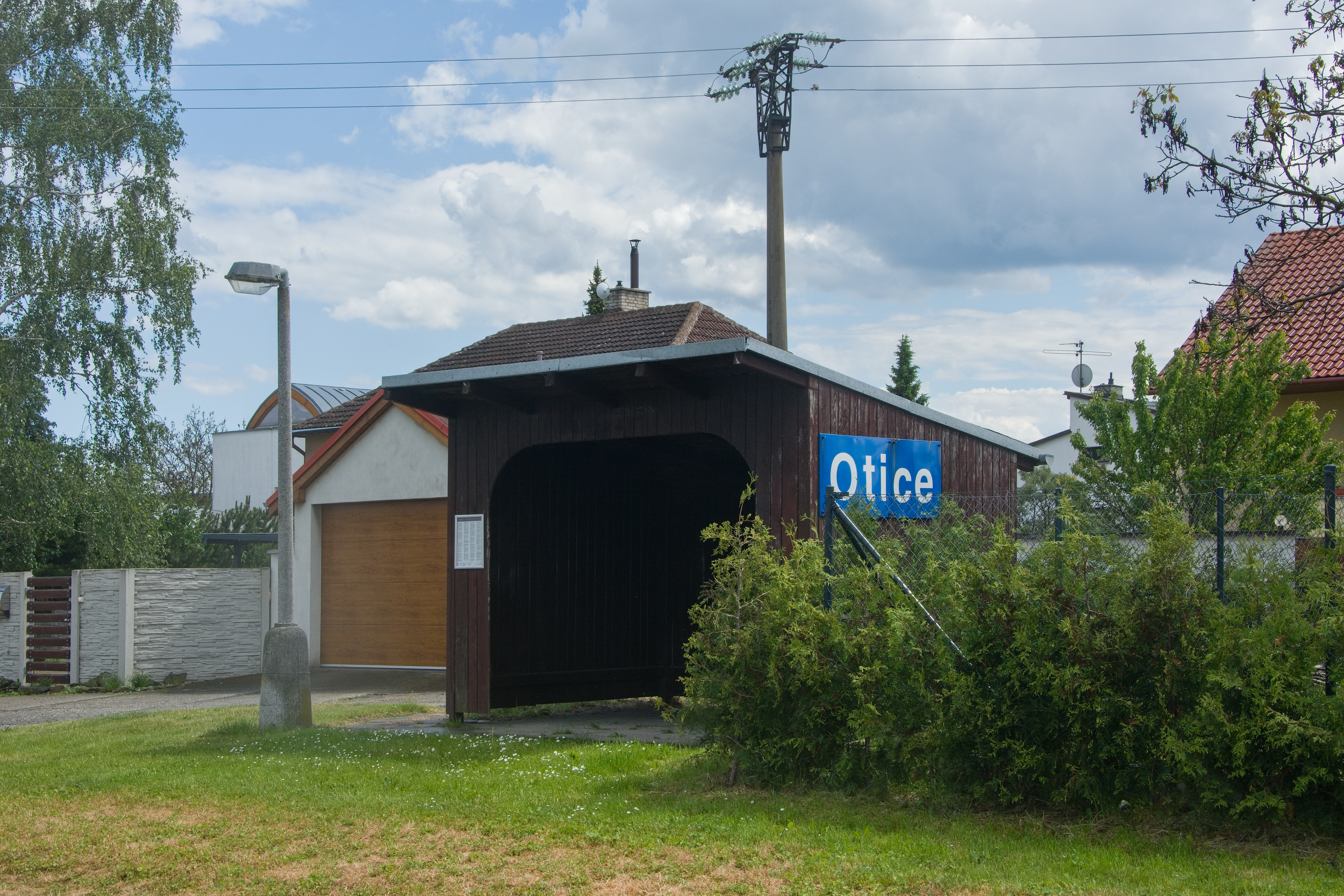
Otice
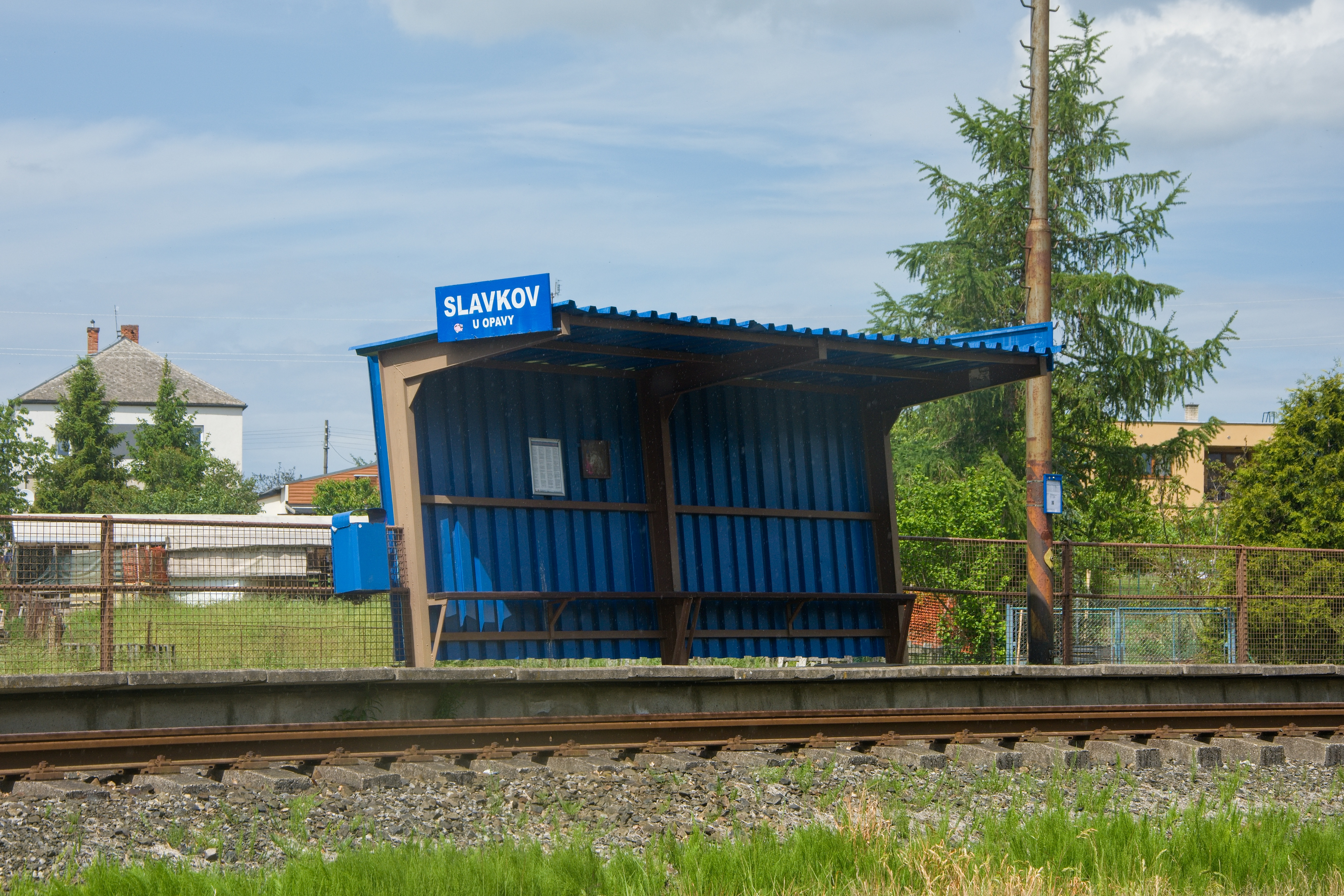
Slavkov u Opavy
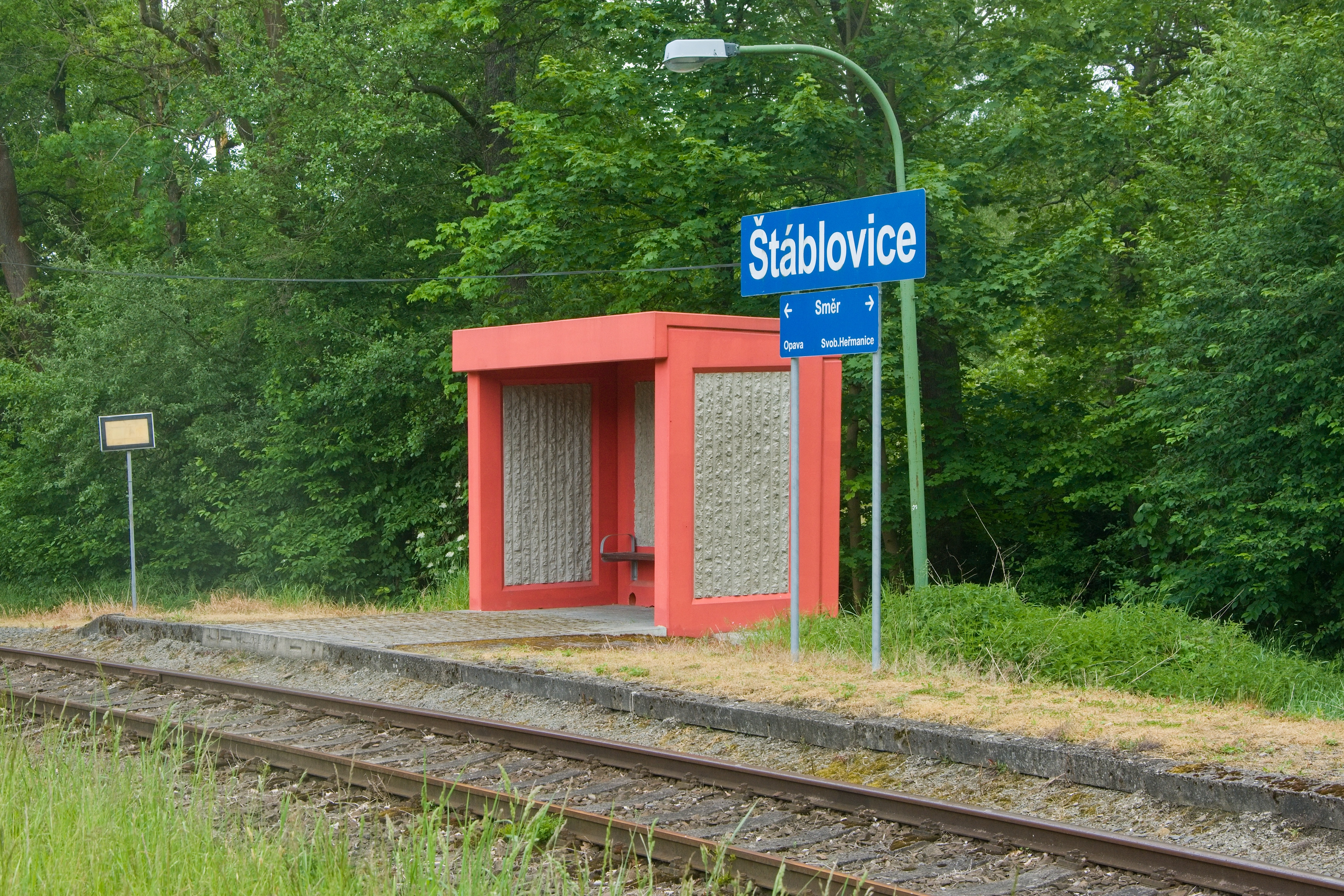
Štáblovice
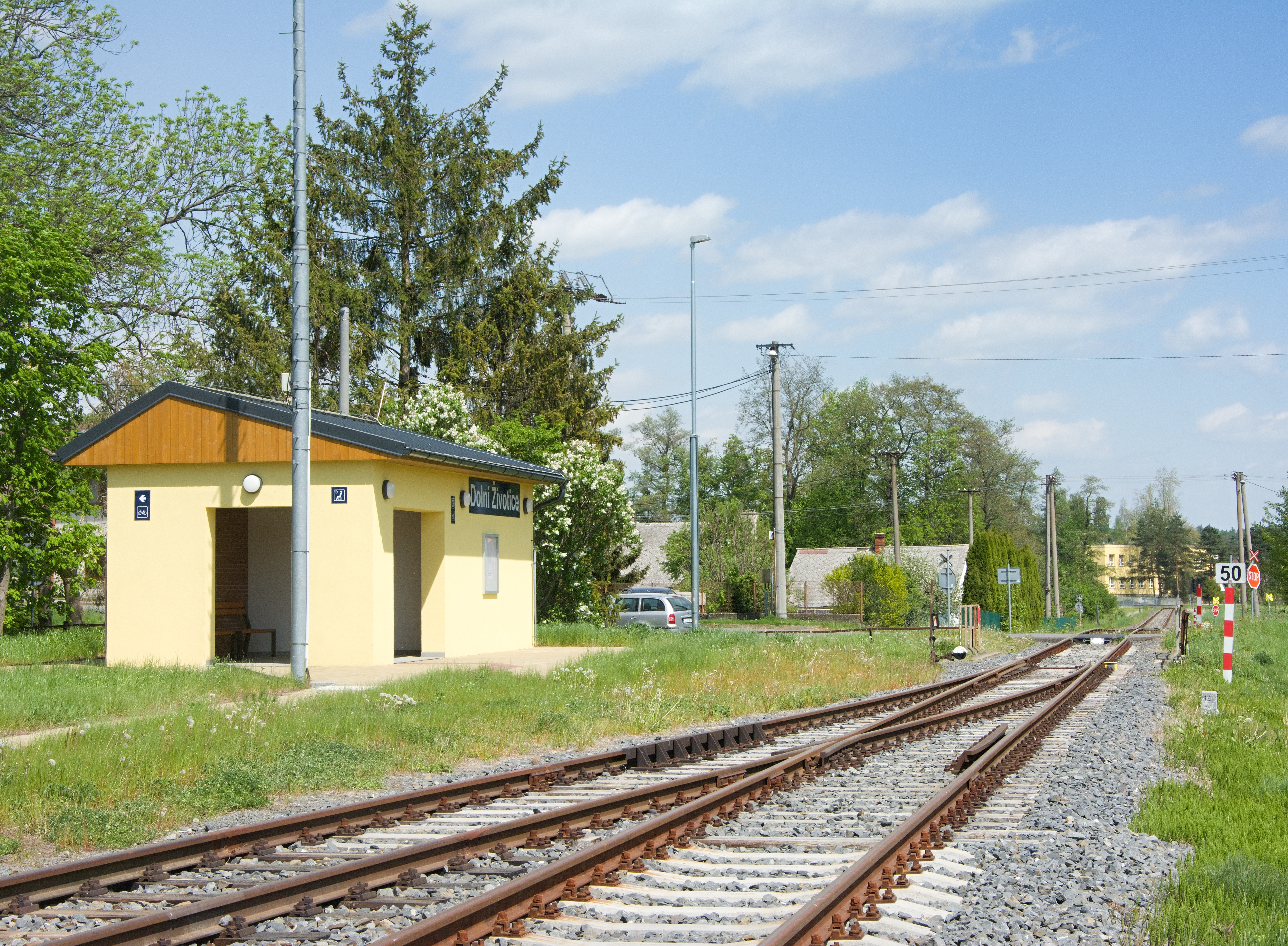
Dolní Životice
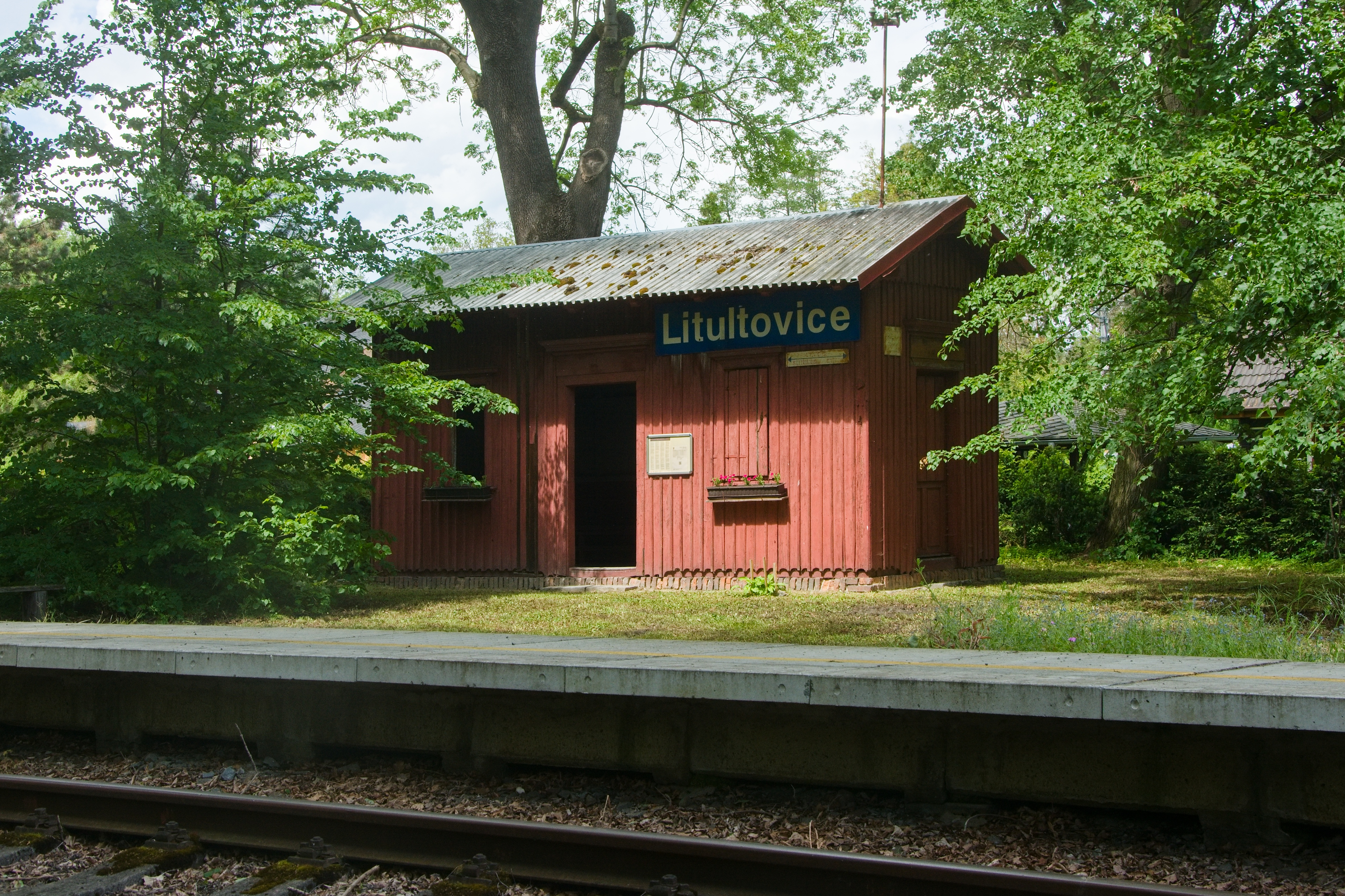
Litultovice
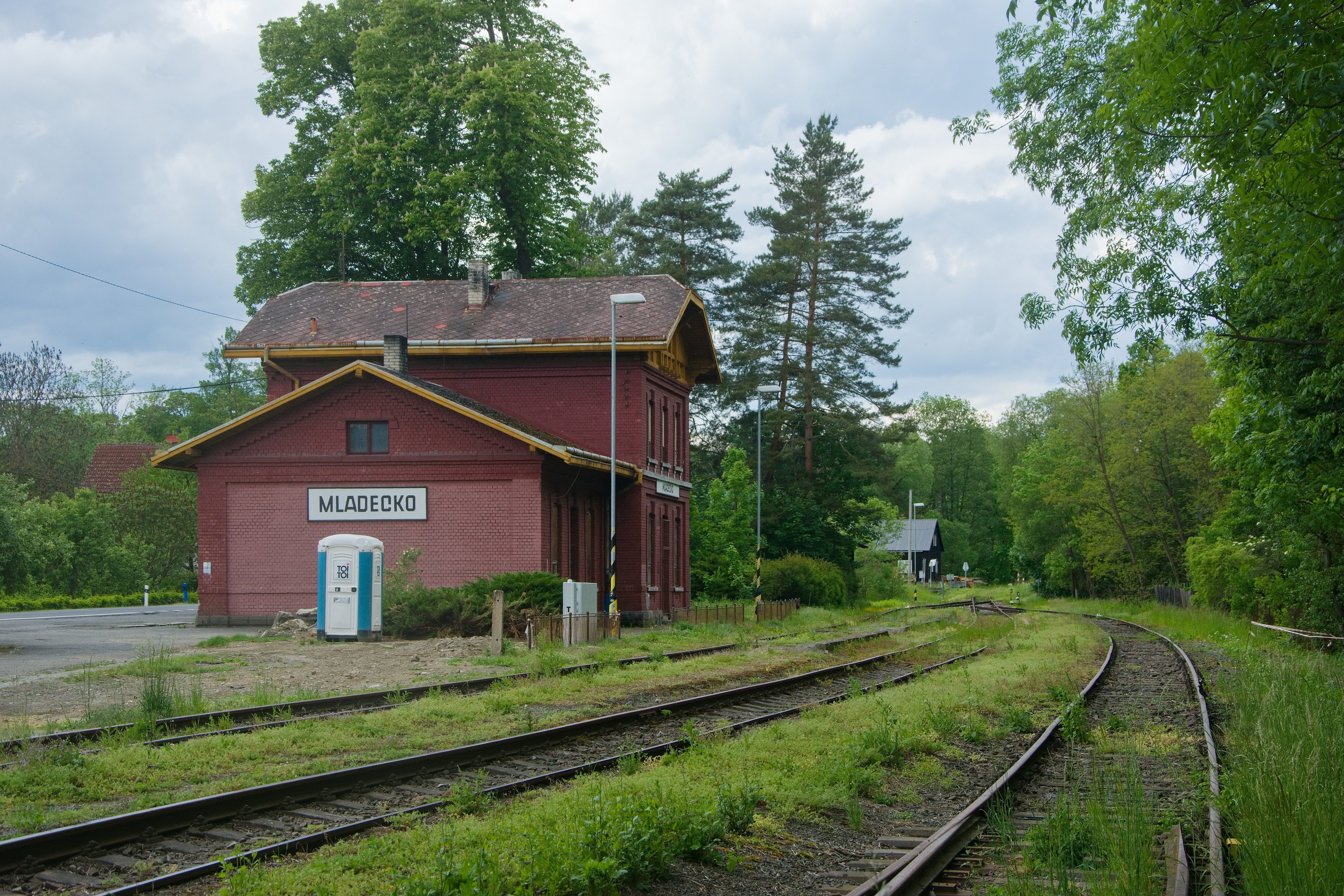
Mladecko
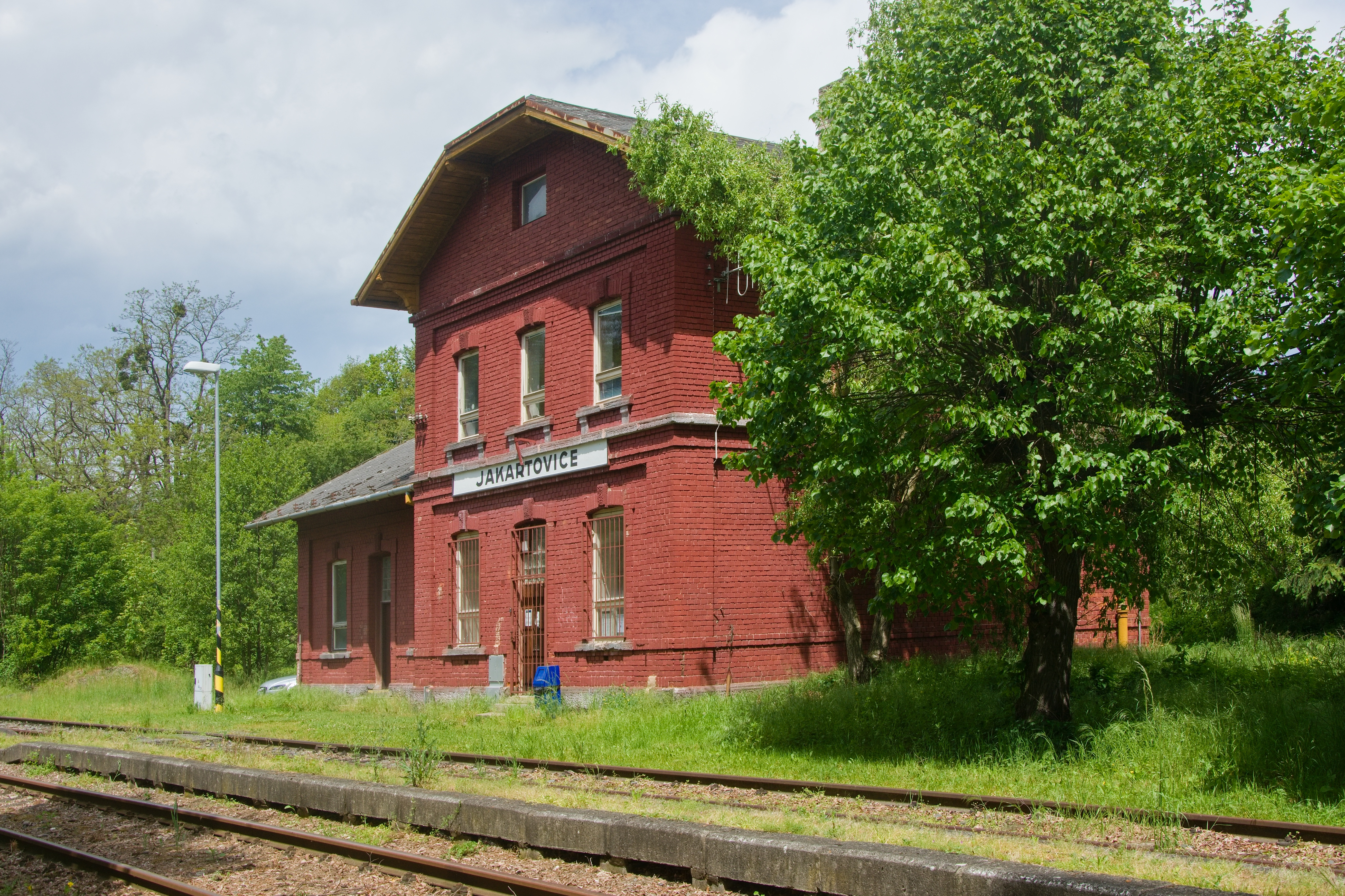
Jakartovice
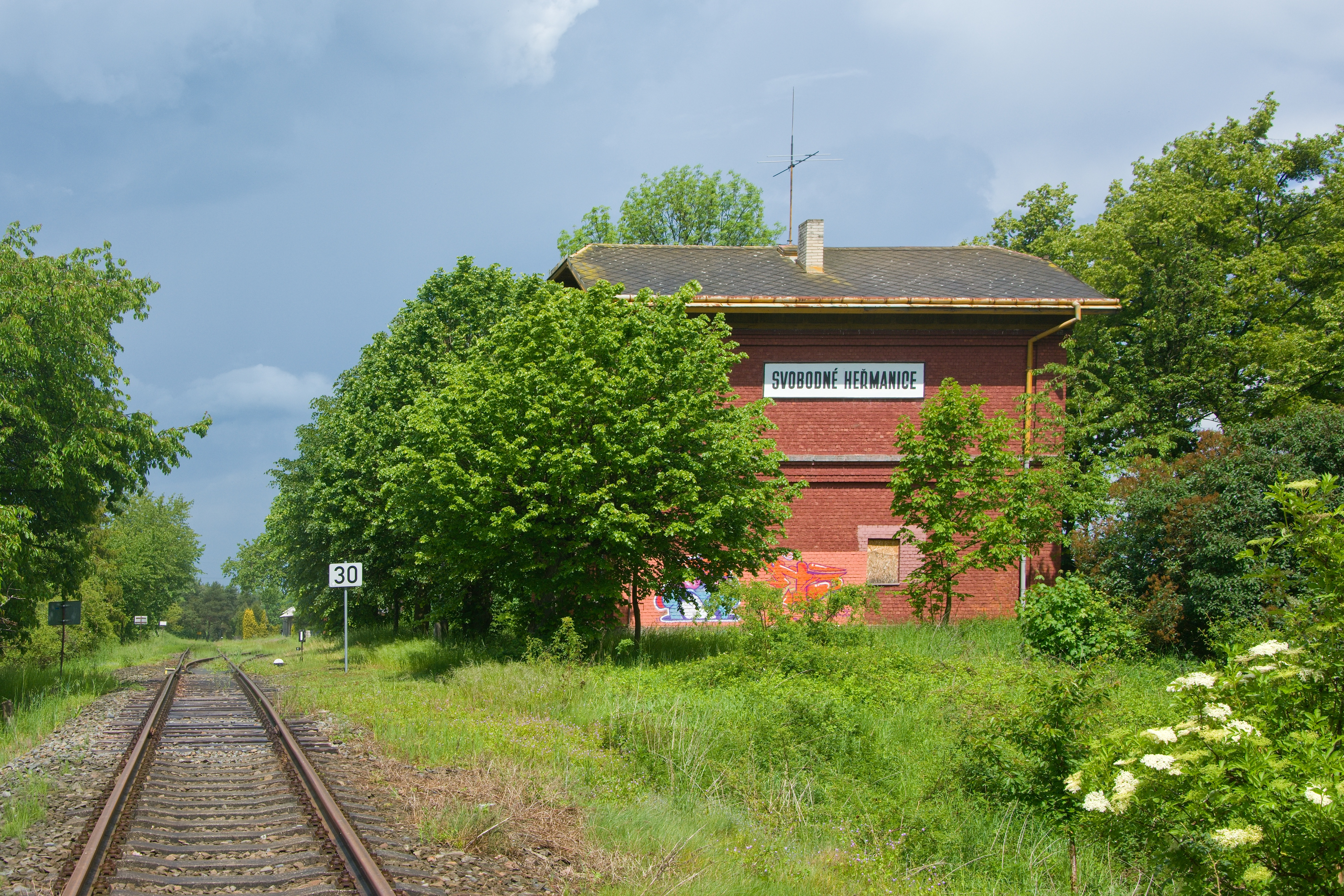
Svobodné Heřmanice
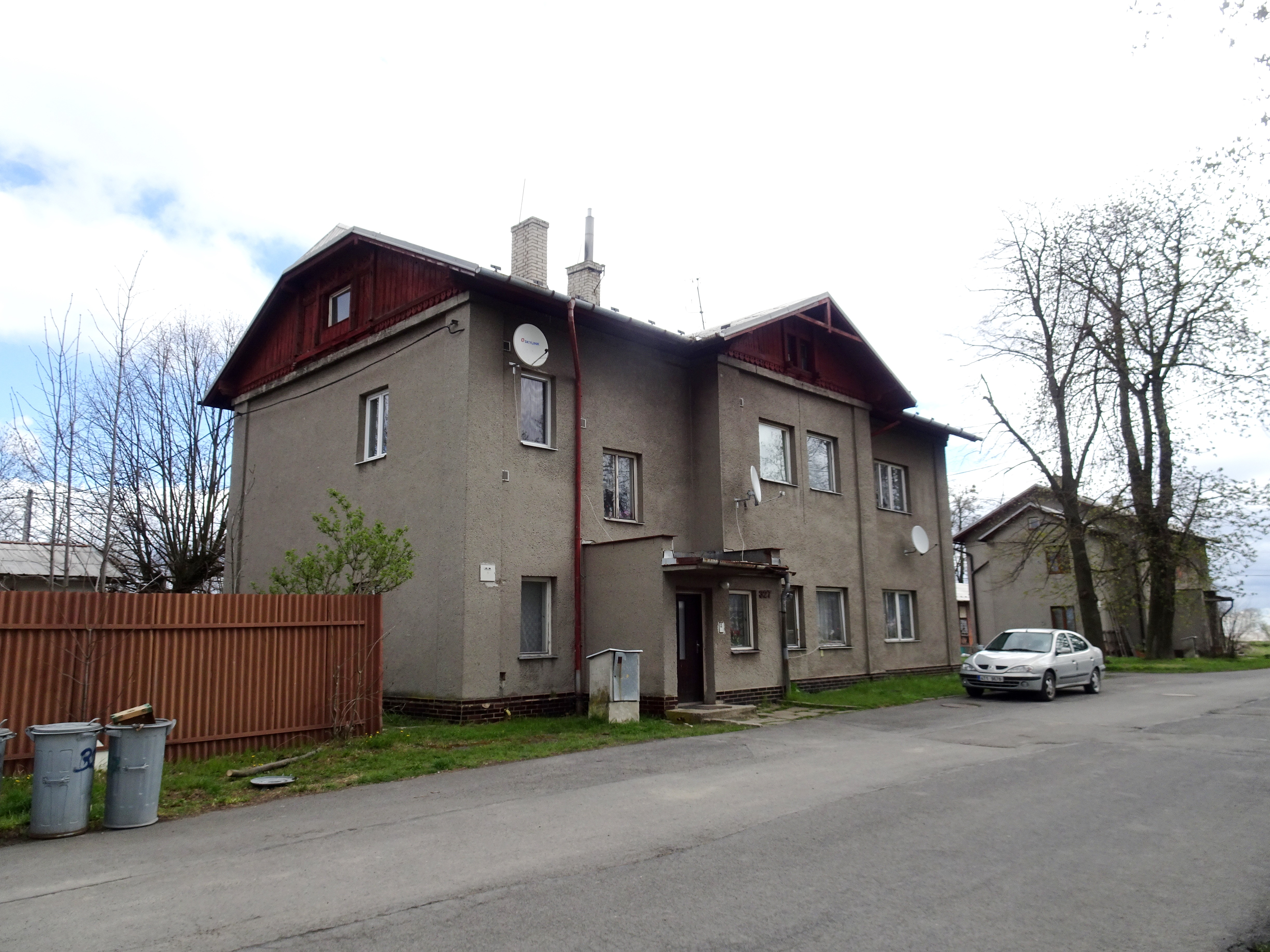
Horní Benešov (zruš.)

## Provoz na trati
Na trati byly v roce 2008 vedeny osobní vlaky dopravce České dráhy, všechny končily v dopravně Jakartovice a úsek Jakartovice – Svobodné Heřmanice byl bez pravidelné osobní dopravy. Nákladní doprava je v posledních letech zajišťována jedním párem manipulačního vlaku vedeného v pracovních dnech. Provoz na trati je řízen dle předpisu SŽ D3 pro zjednodušené řízení drážní dopravy.
Používal se specifický způsob odbavování bez průvodčího. Zastávky Kylešovice, Otice, Slavkov u Opavy, Štáblovice a Litultovice byly na znamení.
V dubnu 2014 byla pravidelná osobní doprava zrušena kvůli nízké celoroční vytíženosti vlaků.
V červenci 2014 byla osobní doprava na trati opět obnovena a v úseku Opava – Jakartovice (v současné době provozována až do Svobodných Heřmanic) zajišťuje víkendový provoz společnost Railway Capital od července do konce září. Trať byla velmi využívána a proto se jezdilo i o prázdninách v letech 2015–2024. Od roku 2015 je jízdní řád pro letní sezónu byl obohacen o jeden spoj každý pátek podvečer a provoz rozšířen na období od konce května do konce září. Dopravu zde provozuje Railway Capital pod hlavičkou Hvozdnický expres. V roce 2022 přišla změna, kdy večerní pár vlaků, který jezdil v pátek, byl přesunut na sobotu. V roce 2024 večerní pár vlaků jezdil již oba víkendové dny.[ve zdroji nenalezeno] Od 24. května 2025 je dopravcem na trati společnost Gepard Express, která převzala vozidla od společnosti Railway Capital.[zdroj?]